# NGC 750/751
NGC 750/751 = Arp 166 ist ein interagierendes Galaxienpaar im Sternbild Triangulum am nördlichen Fixsternhimmel. Das Galaxienpaar ist etwa 237 Millionen Lichtjahre von der Milchstraße entfernt. Halton Arp gliederte seinen Katalog ungewöhnlicher Galaxien nach rein morphologischen Kriterien in Gruppen. Diese Galaxie gehört zu der Klasse Galaxien mit diffusen Filamenten.
Das Objekt wurde am 12. September 1784 vom deutsch-britischen Astronomen William Herschel entdeckt.